# Hospital Meiss Ej Jabal
El Hospital Meiss Ej Jabal es un hospital gubernamental libanés y es uno de los hospitales gubernamentales educativos en Líbano. El hospital fue establecido en 2002, y el Ministerio de Salud libanés y la Red de Salud fueron responsables de su creación. Se encuentra en la localidad de Meiss Ej Jabal, que es una de las localidades libanesas en el distrito de Marjayoun de la Gobernación de Nabatiye.

## Bombardeo del hospital
El 10 de noviembre, en medio de la guerra entre Israel y Gaza, un proyectil israelí impactó en el hospital, hiriendo a un trabajador de la salud, dañando el departamento de emergencias y afectando a varios vehículos.